# Anaphothrips sudanensis
Anaphothrips sudanensis är en insektsart som beskrevs av Filip Trybom 1911. Anaphothrips sudanensis ingår i släktet Anaphothrips och familjen smaltripsar. Inga underarter finns listade i Catalogue of Life.